# 사천대교로

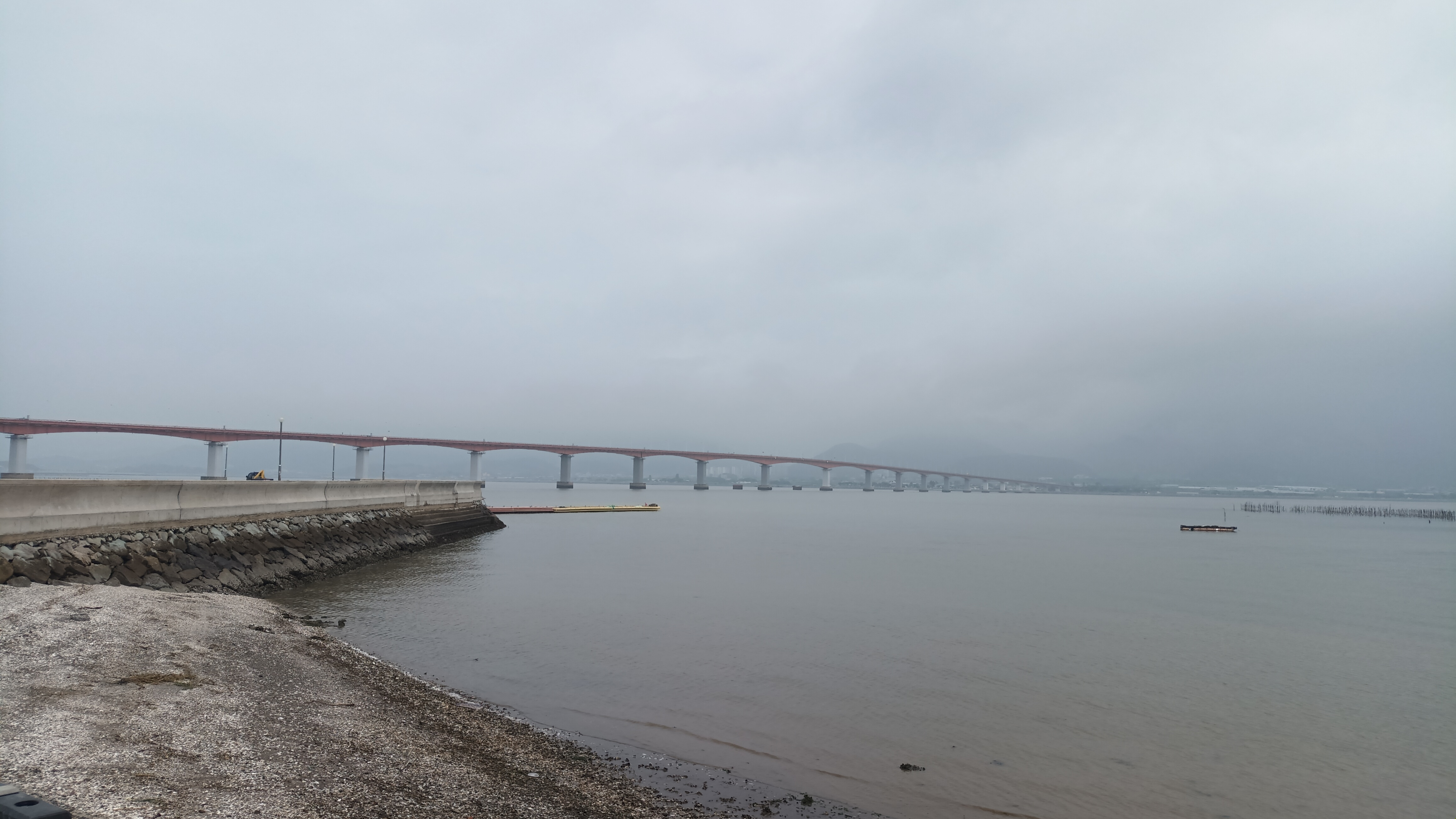
사천시 사천대교

사천대교로(Sacheondaegyo-ro)는 경상남도 사천시 용현면 주문 교차로에서 사천시 서포면 서포삼거리를 잇는 경상남도의 도로이다.

## 주요 경유지
경상남도
- 사천시 (용현면 . 서포면)

## 노선
| 이름        | 접속 노선               | 소재지 | 소재지    | 비고 |
| ----------- | ----------------------- | ------ | --------- | ---- |
| 주문 교차로 | 국도 제3호선 (사천대로) | 사천시 | 용현면    |      |
| 주문사거리  | 신평길                  | 사천시 | 용현면    |      |
| 사천대교    |                         | 사천시 | 용현면    |      |
|             | 서포면                  | 사천시 |           |      |
| 구포삼거리  |                         | 사천시 |           |      |
| 지혜터널    |                         | 사천시 | 연장 330m |      |
| 지혜시거리  | 지혜2길                 | 사천시 |           |      |
| 대포사거리  | 구평1로                 | 사천시 |           |      |
| 서포삼거리  | 서포로                  | 사천시 |           |      |

## 주요 건물 및 시설
- 농협 서포농협 하나로마트 본점 (사천대교로 731/구평리 857)